# Bocking
Bocking est un village d'Angleterre dans l'Essex situé au nord de Braintree.
Le village de Bocking est historiquement divisé en deux parties : le village d'origine, autour de l'église paroissiale, qui est devenu Bocking Churchstreet et un autre village, appelé Bocking, qui s'est développé un peu plus au sud, le long de Bradford Street et de The Causeway, à proximité de la limite nord de Braintree. La paroisse de Bocking est supprimée en 1934 et fusionne avec celle de Braintree pour former le district urbain de Braintree and Bocking (en), lui-même supprimé en 1974 pour intégrer le district de Braintree. Les deux parties de Bocking font désormais partie de la zone bâtie de Braintree. 
Bocking forme une division électorale pour les élections du conseil du comté d'Essex, et donne son nom aux quartiers de Bocking Blackwater, Bocking North et Bocking South du conseil de district de Braintree. 

## Histoire
Le 16 septembre 1290, Bocking reçoit la visite de l'archevêque de Canterbury John Peckham, qui y ordonne prêtre William of Louth (en), évêque élu d'Ely.
Bocking est le théâtre des premières discussions entre rebelles menant à la révolte des paysans et à la marche ultérieure vers Londres le 4 juin 1381.
L'église du doyenné Sainte-Marie de Bocking est principalement en silex et en calcaire des XVe et XVIe siècles, restaurée au XIXe siècle, et construite sur le site d'une église plus ancienne. Elle est classée monument historique. L'église paroissiale Saint-Pierre a été construite en 1896-1897 en briques jaunes, selon un projet destiné à être agrandi ultérieurement, et est toujours inachevée ; son site web la décrit comme « d'apparence inhabituelle de l'extérieur ».
Le moulin à vent de Bocking (Bocking Windmill (en)) est un moulin sur pivot du XVIIIe siècle préservé et classé Grade I. Il appartient au conseil de district de Braintree et est géré par les Amis du moulin à vent de Bocking. 
En 1862, le Kelly's Directory of Essex indique déjà que « Braintree et Bocking, bien que paroisses distinctes, forment une seule ville continue, s'étendant sur un mile sur la route entre Chelmsford et Halstead, et les cours d'eau Blackwater et Podsbrook, et ayant une population unie en 1861 de 8 186 habitants. ».
Bocking est une ancienne paroisse civile et comptait 4 274 habitants en 1931. Le 1er avril 1934, la paroisse est supprimée, la majeure partie (y compris l'ancien village de Bocking) ayant fusionné avec le district urbain adjacent de Braintree, le nouveau district urbain étant appelé Braintree and Bocking. De plus petites parties de l'ancienne paroisse ont été transférées aux paroisses voisines de Gosfield et Stisted,. Le district urbain de Braintree and Bocking est supprimé en 1974, devenant une partie du district plus large de Braintree. Aucune paroisse pour succéder n'a été créée pour l'ancien district urbain et Bocking est donc directement administré par le conseil de district de Braintree.

## Personnalités
- Augustine Courtauld (1904-1959), explorateur et météorologue, y est né ;
- Jessica Kenney (1887-1985), suffragette, y est morte.